# 디에틸스틸베스트롤의 선천 결함
이전에 임신을 유지하기 위해 임상적으로 사용되었던 합성 비스테로이드 에스트로겐인 디에틸스틸베스트롤(diethylstilbestrol, DES)은 임신 중에 치료를 받은 여성과 그들의 자손에게 다양한 장기적인 부작용과 관련이 있는 것으로 나타났다.

## 2세대

### DES 딸
DES는 자궁 내에서 이 약물에 노출된 소녀와 젊은 여성에게 드문 질 종양을 유발하는 것으로 밝혀지면서 악명을 떨쳤다.

### DES 아들
처음에는 남아("DES 아들"이라고 함)의 태아기 DES 노출 위험을 기록한 연구가 적었다. 1970년대와 1980년대 초에 태아기 DES 노출 남성에 대한 연구에서는 고환암, 불임 및 잠복고환과 요도밑열림증과 같은 발달 중 비뇨생식기 이상의 위험 증가를 조사했다. 2009년 Palmer 등이 미국에서 발표한 연구에서는 이러한 발견의 증거를 더욱 확증했다. 2012년 핀란드에서 발표한 추가 연구에서는 태아기 DES에 노출된 남성 사이에서 은고환의 위험이 증가한다는 것을 더욱 확증했다.
미국 질병통제예방센터(Centers for Disease Control, CDC)는 DES 노출과 비암성 부고환낭 사이의 연관성을 인정했다.
미국 임상 내분비학회(American Association of Clinical Endocrinologists, AACE)에서는 남성의 태아기 DES 노출이 생식샘저하증(hypogonadism. 테스토스테론 수치 저하)이라는 상태와 긍정적인 관련이 있으며 테스토스테론 대체 요법으로 치료해야 할 수도 있다는 사실을 기록했다.

### 성적 분화
인간 남성의 태아기 DES 노출에 따른 행동 및 정신성적(psychosexual) 영향을 조사하는 연구는 1973년 초에 시작되었다. 이 연구는 DES를 처방받은 어머니의 자녀에게 태아기 DES 노출이 성적 지향과 성별 관련 행동 효과 및 신체적 간성 상태를 포함했을 수 있는지에 대한 오랜 의문에 집중했다. Kaplan은 태아기 DES 노출 남성의 간성 상태에 대한 최초의 알려진 의학 연구(1959)를 발표했다.
성적 지향, 성 정체성(gender identity) 및 트랜스젠더 발달에 대한 태아기 호르몬 영향을 연결하는 증거가 있지만, 이는 여전히 논란의 여지가 있는 행동 연구 분야이다. 의학 문헌에 발표된 여러 연구에서 태아기 에스트로겐(DES 포함) 노출이 뇌의 성적 분화와 노출된 남성과 여성의 후속 행동 및 성 정체성 발달에 상당한 발달적 영향을 미칠 수 있다는 가설을 조사했다.[인용 필요] 이 연구 분야의 주요 연구자 중 한 명은 Kinsey Institute for Research in Sex, Gender, and Reproduction의 전임 이사인 June Reinisch이다. Reinisch는 태아기 DES 노출 남성의 "남성 여성화" 사례를 여러 건 인용했다.
인터넷 설문 조사에 따르면 태어날 때 남성으로 지정된 사람들이 DES 아들을 위한 온라인 지원 포럼에 참여하면 트랜스젠더와 간성 정체성을 가진 비율이 높다. 500명의 응답자 중 약 32%가 트랜스젠더, 트랜스섹슈얼, 성 불쾌감 또는 간성(각각 90명, 48명, 17명, 3명)으로 확인됐다. 태어날 때 남성으로 지정되었지만 태아기에 DES에 노출된 사람들의 트랜스젠더 정체성에 대한 최초의 실제 연구는 2020년에 발표되었으며 트랜스젠더 발생률이 매우 낮은 것으로 나타났다(약 930명 중 2명 또는 약 0.2%). 사례 수가 적어 대조군보다 발생률이 더 높은지 여부를 판단할 수 없었지만, 어떤 경우든 태아기 DES 노출이 트랜스젠더가 될 가능성에 미치는 영향은 많아야 작을 것이라는 결과가 나왔다. 그러나 2024년 프랑스에서 DES 남성 253명을 대상으로 실시한 연구에서는 DES 남성 중에서 남성에서 여성으로의 트랜스젠더 발생률이 거의 8배인 1.58%인 것으로 나타났다.

### DES 딸과 아들 연구
미국 국립암연구소가 수행한 연구에 따르면, DES에 태아기 노출된 적이 있는 "DES 딸"과 "DES 아들"이라 불리는 약 5,600명의 여성과 2,600명의 남성을 평가한 결과, "DES 딸은 노출되지 않은 여성과 마찬가지로 왼손잡이가 될 가능성이 높은 것으로 나타났다. DES 아들은 노출되지 않은 남성보다 왼손잡이일 가능성이 약간 더 높았다(각각 14% 대 11%). 연구자들은 DES 딸에서 DES 노출과 보고된 정신 질환 사이에 연관성을 찾지 못했지만 저자는 이 측면이 자체 보고 데이터의 특성으로 인해 과소 표현될 수 있다고 경고했다. 또한 DES 노출과 식욕 부진이나 폭식증 사이에는 연관성이 발견되지 않았다."

## 같이 보기
- 선천 결함
- 선천 부신 과다형성